# Adolf Erman
Johann Peter Adolf Erman (31 d'octubre de 1854, Berlín - 26 de juny de 1937, Berlín) fou un egiptòleg i lexicògraf alemany i fundador de l'Escola d'Egiptologia de Berlín.

## Biografia
Adolf Erman nasqué a Berlín, fill de Georg Adolf Erman i net de Paul Erman. Fou educat a Leipzig i a Berlín, es convertí en professor extraordinari el 1883 i professor ordinari el 1892 d'egiptologia a la Universitat de Berlín, i el 1885 fou nomenat director del departament sobre Egipte del museu reial.
Erman i la seva escola a Berlín tingueren la difícil missió de recuperar la gramàtica de la llengua egípcia i passà trenta anys realitzant un estudi especialitzat sobre ella. A més de gran part dels texts egipcis, després del Regne Mitjà, fou escrita en el que era fins aleshores pràcticament una llengua morta, tan morta com era el llatí per als monjos medievals. Erman seleccionà, per a un estudi especial, aquells texts que realment representaven el creixement del llenguatge en diferents períodes i com passà d'una època a una altra.

## Treballs
- Life in Ancient Egypt, traduït a l'anglès per H.M. Tirard (Londres, 1894; versió en línia a l'Internet Archive) (l'original Agypten und agyptisches Leben rm, Altertum, 2 vols., fou publicat el 1885 a Tübingen)
- Neuägyptische Grammatik (1880)
- Sprache des Papyrus Westcar, 1889
- Zeitschrift d. Deutsch. Morgeni. Gesellschaft, 1892
- Egyptian grammar : with table of signs, bibliography, exercises es reading and glossar, 1894 (versió en línia a l'Internet Archive)
- Agyptische Grammatik, 2ª ed., 1902
- Die Flexion des ägyptischen Verbums al Sitzungsberichte
- Die aegyptische Religion (Berlín, 1905);
- De las Verhältnis d. ägyptischen zu d. semitischen Sprachen (Zeitschrift d. deutschen morgenl. Gesellschaft, 1892); Zimmern, Vergi. Gram., 1898;
- Erman, Flexion d. Aegyptischen Verbums (Sitzungsberichte d. Ben. Akad., 1900).